# Fédéric Morel (1523-1583)
Pour les articles homonymes, voir Fédéric Morel et Morel.
Fédéric Morel, ou Frédéric Morel, ou Federicus Morellus, également dit Fédéric Morel l'Ancien (né en 1523 en Champagne et mort en 1583 à Paris) était un helléniste et imprimeur parisien du XVIe siècle.

## Biographie
Elève de Jacques Toussain, Fédéric Morel commence sa carrière comme correcteur dans l'imprimerie de Charlotte Guillard. Il y prépare notamment la publication du Lexicon graecolatinum de Toussain (1552). En novembre 1552, il épouse Jeanne, de Vascosan, fille de l'imprimeur Michel de Vascosan. Cette alliance lui permet de s'établir imprimeur à Paris, rue Jean-de-Beauvais. Il publie de nombreux livres grecs, mais également des œuvres d'auteurs contemporains comme Joachim Du Bellay. Il publie de ce dernier en 1558 le célèbre recueil de sonnets Les Regrets.
Il est le père de Fédéric Morel (1553-1630), dit le Jeune, imprimeur lui aussi à Paris et imprimeur du Roi à partir de 1570, ainsi que de Claude Morel.